# Tlalocohyla
Tlalocohyla (лат.) — род бесхвостых земноводных из семейства квакш. Род был создан в 2005 году после серьезной ревизии семества Hylidae, путём отделения видов этого рода от рода Hyla. Родовое название происходит от Тлалока — ольмекского бога дождя и грома.  Обитают в Центральной Америке между Мексикой и Коста-Рикой.

## Классификация
На январь 2023 года в род включают 5 видов:
- Tlalocohyla celeste Varela-Soto, Abarca, Brenes-Mora, Aspinall, Leenders, and Shepack, 2022
- Tlalocohyla godmani (Gunther, 1901) — Веракрусская квакша
- Tlalocohyla loquax (Gaige & Stuart, 1934) — Красноногая квакша
- Tlalocohyla picta (Gunther, 1901)
- Tlalocohyla smithii (Boulenger, 1902)